# Jan Hebda
Jan Hebda (ur. 9 listopada 1893 w Nowym Sączu, poległ 23 maja 1915 pod Przepiórowem) – kapral Legionów Polskich, kawaler Krzyża Srebrnego Orderu Wojskowego Virtuti Militari.

## Życiorys
Urodził się jako syn Piotra i Ewy z domu Zielonka.
Ukończył szkołę powszechną, po czym wyuczył się zawodu stolarza. Od roku 1913 członek Związku Strzeleckiego, w dniu 8 sierpnia 1914 r. wstąpił do Legionów Polskich. Otrzymał przydział do 2 kompanii II batalionu 5 pułku piechoty, wchodzącego w skład I Brygady Legionów . W toku służby awansował do rangi kaprala. Wykazał się bohaterstwem w trakcie walk pod Przepiórowem, stanowiących jeden z epizodów bitwy pod Konarami. Wtedy to poprowadził swoją sekcję, pod silnym ogniem ciężkich karabinów maszynowych, do natarcia na pozycje rosyjskie. Poległ podczas tego starcia i spoczął na miejscowym cmentarzu. Nie zdążył założyć rodziny .
Pośmiertnie odznaczony został Krzyżem Srebrnym Orderu Virtuti Militari co zostało potwierdzone dekretem Wodza Naczelnego marszałka Józefa Piłsudskiego L. 12845.VM z dnia 17 maja 1922 roku (opublikowanym w Dzienniku Personalnym Ministerstwa Spraw Wojskowych Nr 2 z dnia 6 stycznia 1923 roku).
Za pracę w dziele odzyskania niepodległości Jan Hebda został, na mocy zarządzenia prezydenta Rzeczypospolitej Ignacego Mościckiego z dnia 9 listopada 1933 roku, odznaczony pośmiertnie Krzyżem Niepodległości.

## Ordery i odznaczenia
- Krzyż Srebrny Orderu Wojskowego Virtuti Militari Nr 6521[4]
- Krzyż Niepodległości[a]